# 伏隆
伏 隆（ふく りゅう、? - 27年）は、中国の後漢時代初期の政治家。字は伯文。徐州琅邪郡東武県（山東省濰坊市諸城市）の人。父は後漢第2代大司徒伏湛。弟は伏咸・伏翕。子は伏瑗。

## 事跡
| 姓名           | 伏隆                              |
| 時代           | 後漢時代                          |
| 生没年         | 生年不詳 - 27年（建武3年）        |
| 字・別号       | 伯文（字）                        |
| 本貫・出身地等 | 徐州琅邪郡東武県                  |
| 職官           | 太中大夫〔後漢〕→光禄大夫〔後漢〕 |
| 爵位・号等     | -                                 |
| 陣営・所属等   | 光武帝                            |
| 家族・一族     | 父:伏湛 弟:伏咸 伏翕 子:伏瑗      |

### 張歩を降す
父とともに光武帝に仕えた政治家である。若くして節操をもって名を立て、郡の督郵に任命される。建武2年（26年）、伏隆は懐県（河内郡）の宮廷に滞在していた光武帝の謁見を賜り、親しく歓待された。
その当時、群雄の一人の張歩が斉に割拠し、獲索などの地方軍が蠢動していた。同年、伏隆は光武帝から太中大夫に任命され、符節を持って青州・徐州に向かい、各郡国の招撫を行う。伏隆が檄を発すると、獲索の6部隊が投降し、張歩も、光武帝の下へ帰還する伏隆に、書簡と献上品の鰒魚（アワビ）を持たせ、降伏した。

### 非業の死
同年冬、伏隆は光禄大夫に昇進し、再び張歩の下に赴いている。この際に、伏隆は詔書により県令以下の人事権を委任され、伏隆はさらに招撫活動を行い、多くの者を漢に帰属させた。光武帝は伏隆の功績を嘉し、酈食其に喩えている。
しかし建武3年（27年）、張歩が東萊太守に任命されたところ、梁の皇帝劉永が張歩を斉王に封じて、これを自陣営に引き込もうとした。張歩は斉王たらんと欲したが、直ちに梁に寝返ろうとはせず、逡巡の姿勢を示して漢の出方を見ようとした。これに対して伏隆は「高祖が天下に約されたのは、劉氏に非ずんば王に非ずということです」と張歩に警告する。そこで張歩は、伏隆を味方に加えようとして、ともに青州・徐州を掌握しようと持ちかけたが、伏隆はこれを拒絶した。そのため、張歩はついに劉永の誘いに応じ、伏隆は拘禁されてしまう。
伏隆は獄中から密かに光武帝に書簡を送り、自身の節義を証した。書簡を受け取った光武帝は、伏湛を呼ぶと、その面前で涙を流し「伏隆の節操は蘇武のそれに等しい。恨めしいことに、直ちに彼を救うことができない」と嘆じた。同年2月、伏隆は張歩により処刑され、当時の人々は痛惜したという。
建武5年（29年）、再び張歩を降した光武帝は、伏隆の弟の伏咸に命じて伏隆を弔わせ、また、伏隆の子の伏瑗は郎中として登用した。